# Ceratobranchia obtusirostris
Ceratobranchia obtusirostris is een straalvinnige vissensoort uit de familie van de karperzalmen (Characidae). De wetenschappelijke naam van de soort werd voor het eerst geldig gepubliceerd in 1914 door Carl H. Eigenmann.